# Antarktische Halbinsel
Die Antarktische Halbinsel ist eine Halbinsel und Region von Westantarktika. Sie hat eine Länge von etwa 1200 km. Ihre nördliche Spitze ragt über den südlichen Polarkreis hinaus. Ihr nördliches Kap, Prime Head, liegt nahe der Südspitze Südamerikas und ist der am weitesten vom Südpol entfernte Punkt von Antarktika. 

## Bezeichnung
Lange Zeit wetteiferten die britische Bezeichnung Grahamland und der amerikanische Name Palmerland miteinander. Heute gilt Grahamland für den Teil der Halbinsel, der nördlich einer Linie zwischen Kap Jeremy und Kap Agassiz liegt und Palmerland für den Teil südlich von dieser Linie. Zusätzlich gibt es noch in Argentinien die Bezeichnung Tierra de San Martín für das Grahamland und in Chile Península Tierra de O’Higgins für die gesamte Halbinsel.

## Geografie und Klima
Die Halbinsel ist im hohen Grade gebirgig und steigt bis auf 3239 m an (Mount Hope). Dieses Gebirge wird als Fortsetzung der südamerikanischen Anden betrachtet und Antarctandes genannt. Da die Halbinsel das mildeste Klima der Antarktis aufweist (Temperaturen im Sommer an der Küste 0 bis 3 °C, im Winter −10 bis −20 °C), findet man hier und auf den vielen nahe gelegenen Inseln die höchste Konzentration von Forschungsstationen auf dem antarktischen Kontinent. Hope Bay (⊙) an der Ostküste der Trinity-Halbinsel ist der nördlichste Punkt der Halbinsel.

## Südgrenze
Bis 2009 wurde als Südgrenze der Antarktischen Halbinsel allgemein eine Linie vom Kap Adams (welches ungefähr den Rand des Filchner-Ronne-Schelfeises markiert) bis zu einem Punkt der English-Küste bei 73° 24′ S, 72° 0′ W, gegenüber den Eklund-Inseln, angesehen (Chile setzt die Südgrenze der Tierra de O’Higgins weiter südlich, bei 76° 0′ S, 66° 0′ W, an).
Im Jahre 2009 wurde von britischer Seite die Südgrenze neu definiert, um den seit Mitte des 20. Jahrhunderts gewonnenen Erkenntnissen zu dem vom Schelfeis verborgenen Küstenverlauf Rechnung zu tragen, und zwar von der Rydberg-Halbinsel bei 73° 0′ S, 80° 0′ W bis zur Aufsetzlinie (grounding line) des Evans-Eisstroms bei ungefähr 76° 34′ S, 75° 0′ W.
Dadurch verschiebt sich auch die Südgrenze des Palmerlandes entsprechend,
wodurch geographische Objekte zwischen den beiden Südgrenzen nach britischer Auffassung im Palmerland, nach US-amerikanischer – die an der konventionellen Südgrenze festhält – dagegen im Ellsworthland liegen.

## Geologie
Die Antarktischen Halbinsel ist wie die assoziierten Anden ein hervorragendes Beispiel für eine subduktionsbedingte Kollision zwischen ozeanischen und kontinentalen Lithosphärenplatten. Sie ist demnach ein typisches Subduktionsorogen (Subduktion des Pazifiks) mit umfangreichem orogenem Magmatismus in Form von Plutonen und Vulkanen. Das mehrphasige und sehr komplizierte Deformations- und Metamorphosegeschehen umfasst Faltung und Überschiebungstektonik, vor allem im Süden der Halbinsel (Palmerland, Alexander-I.-Insel) und im äußersten Norden (Trinity-Halbinsel und östliche Südliche Shetland-Inseln) sowie auf Elephant Island, wo sich die für Subduktionszonen typische Hochdruckmetamorphose entwickelte. Die tektonische  Entwicklung der Antarktischen Halbinsel kann in drei Phasen gegliedert werden: Grabenbruch- und erste Subduktionsphase, mittlere Subduktionsphase und letzte Subduktionsphase. Dabei bildeten sich vielfach Gebirge und Vulkane.

## Politische Eingliederung
Die Halbinsel wird gleichermaßen von Argentinien, Chile und Großbritannien beansprucht und in ihre jeweiligen Antarktisterritorien eingegliedert, die sich auf dem Gebiet der Halbinsel vollständig überlappen. Sie fällt jedoch wie die restliche Antarktis unter den Antarktisvertrag von 1961, mit dem sich die Staaten verpflichtet haben, ihre jeweiligen Ansprüche ruhen zu lassen.